# Karen Lykkehus
Karen Lykkehus (22 de outubro de 1904 - 25 de outubro de 1992) foi uma atriz dinamarquesa. Ela ganhou um Prêmio Bodil de Melhor Atriz pelo filme Næste stop - Paradis (1981).

## Filmografia parcial
- De blaa drenge – 1933
- Panserbasse – 1936
- Millionærdrengen – 1936
- En lille tilfældighed – 1939
- Jeg har elsket og levet – 1940
- Sommerglæder – 1940
- Gå med mig hjem – 1941
- Søren Søndervold – 1942
- Alt for karrieren – 1943
- Frihed, lighed og Louise – 1944
- Ditte Menneskebarn – 1946
- Tre år efter – 1948
- Altid ballade – 1955
- Blændværk – 1955
- Mig og min familie – 1957
- Det lille hotel – 1958
- Lyssky transport gennem Danmark – 1958
- Paw – 1959
- Eventyrrejsen – 1960
- Eventyr på Mallorca – 1961
- Den rige enke – 1962
- Prinsesse for en dag – 1962
- Det stod i avisen – 1962
- Støv for alle pengene – 1963
- Vi har det jo dejligt – 1963
- En ven i bolignøden – 1965
- Helle for Lykke – 1969
- På'en igen Amalie – 1973
- Pigen og drømmeslottet – 1974
- Nøddebo Præstegård – 1974
- Kun sandheden – 1975
- Familien Gyldenkål – 1975
- Familien Gyldenkål sprænger banken – 1976
- Pas på ryggen, professor – 1977
- Familien Gyldenkål vinder valget – 1977
- Næste stop - Paradis – 1980
- Kurt og Valde – 1983